# Särkijärvi (Hietaniemi socken, Norrbotten, 736011-183862)
Särkijärvi är en sjö i Övertorneå kommun i Norrbotten och ingår i Sangisälvens huvudavrinningsområde. Sjön har en area på 0,11 kvadratkilometer och ligger 112 meter över havet.

## Delavrinningsområde
Särkijärvi ingår i det delavrinningsområde (735873-183802) som SMHI kallar för Mynnar i Kukasjärvi. Medelhöjden är 114 meter över havet och ytan är 5,59 kvadratkilometer. Det finns inga avrinningsområden uppströms utan avrinningsområdet är högsta punkten. Vattendraget som avvattnar avrinningsområdet har biflödesordning 2, vilket innebär att vattnet flödar genom totalt 2 vattendrag innan det når havet efter 38 kilometer. Avrinningsområdet består mestadels av skog (75 procent). Avrinningsområdet har 0,69 kvadratkilometer vattenytor vilket ger det en sjöprocent på 12,2 procent.